# Nationaaldemocratisch Front
Het Nationaaldemocratich Front (Roemeens: Frontul Național Democrat, FND) was de benaming van het in oktober 1944 opgerichte en door de Roemeense Communistische Partij (PCR) gedomineerde volksfront in Roemenië. Naaste de communistische partij waren ook andere partijen bij de FND aangesloten, zoals het Ploegersfront en de Roemeense Sociaaldemocratische Partij, evenals verscheidene massaorganisaties. De alliantie van politieke partijen binnen het FND, het Blok van Democratische Partijen won de frauduleuze parlementsverkiezingen van 1946, waarbij het Front 70% van de stemmen kreeg. In 1948, na de machtsconsolidatie van de PCR, werd het FND omgevormd tot het Volksdemocratisch Front.

## Aangesloten partijen
Overzicht van de bij het Blok van Democratische Partijen aangesloten politieke partijen.
| Afbeelding | Naam                                                                        | Aangesloten periode |
| ---------- | --------------------------------------------------------------------------- | ------------------- |
|            | Roemeense Communistische Partij Partidul Comunist Român                     | 1944-1948           |
|            | Ploegersfront Frontul Plugarilor                                            | 1944-1948           |
|            | Roemeense Sociaaldemocratische Partij Partidul Social Democrat Român        | 1944-1948           |
|            | Nationaal-Liberale Partij-Tătărescu Partidul Național Liberal-Tătărascu     | 1944-1948           |
|            | Nationale Volkspartij Partidul Național Popular                             | 1944-1948           |
|            | Nationale Boerenpartij-Alexandrescu Partidul Național Țărănesc–Alexandrescu | 1944-1948           |
|            | Hongaarse Volksunie Magyar Népi Szövetség                                   | 1944-1948           |
|            | Joods-Democratisch Comité Comitetul Democrat Evreiesc                       | 1945-1948           |

## Verkiezingsresultaten
| 1946 | 4.773.689 | 69,80 | 347 / 414 |